# Juris Kalniņš (basketballspiller)
Juris Kalniņš (8. marts 1938 i Riga i Letland – 9. februar 2010) var en lettisk basketballspiller, der spillede som shooting guard og small forward, og æresmedlem af Letlands Basketball Union.
Kalniņš var i 1956 med til at vinde det sovjetiske mesterskab, i 1962 en andenplads og i 1961 en tredjeplads. Tre gange var han med til at vinde den europæiske mesterskabscup i hhv. 1958, 1959 og 1960. Kalniņš spillede 53 kampe for Lettiske SSRs spillertrup. I perioden fra 1962 til 1964 spillede han for det sovjetiske landshold, for hvilket han ved OL i 1964 i Tokyo var med til at vinde en sølvmedalje, samt en guldmedalje ved EM i basketball 1963 og en bronzemedalje ved VM i basketball 1963. I 1997 var han med til at vinde VM i basketball for veteraner.